# Wesley Merritt
Wesley Merritt (né le 16 juin 1834 à New York et mort le 3 décembre 1910 à Natural Bridge, Virginie) est un major général de l'Union.

## Avant la guerre
Wesley Merritt est le quatrième enfant de John Willis et de Julia Anna (de Forest) Merritt. Après la panique financière de 1837, ses parents déménagent dans l'Illinois. Lorsqu'il part pour Salem à l'âge de 15 ans, il est empreint des idées politiques de ses parents : ardents démocrates, fervent unionistes mais haïssant les abolitionnistes. Après s'être intéressé au droit, il se dirige vers les études militaires en 1855.
Il sort diplômé de West Point en 1860.
Il est breveté second lieutenant le 1er juillet 1860 dans le 2nd Dragoons et est promu à ce grade le 28 janvier 1861. Il est affecté dans l'Utah.

## Guerre de Sécession
Wesley Merritt est promu premier lieutenant le 13 mai 1861. Le 3 août 1861, il est affecté au 2e régiment de cavalerie. Au début de la guerre, il sert dans des postes d'état-major à Washington jusqu'à la mi-1863. Du 5 avril au 1er juillet 1862, il est aide de camp du général Philip Saint George Cooke lors de la campagne de la Péninsule. Il est promu capitaine le 5 avril 1862. Il fait notamment deux périodes en tant qu'aide de camp du général George Stoneman qui commande alors la cavalerie de l'armée du Potomac. Il dirige un détachement lors du raid de Stoneman pendant la campagne de Chancellorsville.
Il participe à la bataille de Brandy Station qui est l'une des plus grandes batailles de cavalerie du conflit. Lors de cette bataille, Wesley Merrit échappe de peu à la mort : alors qu'un confédéré lui porte un coup de sabre à la tête, son chapeau épais et l'écharpe qu'il porte en bandeau prennent le coup.
Il est nommé brigadier général des volontaires le 29 juin 1863 après sa participation à la bataille de Middleburg,. Il commande alors pour la fin de la campagne de Gettysburg la brigade de cavalerie de réserve de l'armée du Potomac comprenant quatre régiments de l'armée régulière et un de volontaires. Il est breveté commandant le 1er juillet 1863 pour bravoure et service méritoire lors de la bataille de Gettysburg. Lors des combats de l'automne, il confirme des capacités de commandement de haut niveau.
En mai 1864, il commande temporairement une division les de la bataille de Todd's Tavern. Il participe au raid sur Richmond commandé par le général Sheridan. Il est breveté lieutenant colonel le 11 mai 1864 pour bravoure et service méritoire lors de la bataille de Yellow Tavern.
Il est breveté colonel le 28 mai 1864 pour bravoure et service méritoire lors de la bataille de Hawes Shop. En août 1864, il prend le commandement de la 1st cavalry division de l'armée de la Shenandoah commandée par le général Sheridan. Il participe à la troisième bataille de Winchester. Lors de la bataille de Tom's Brook, il défait la division du général Thomas Lafayette Rosser, bataille qui sera surnommée la course de Woodstock en référence à la vitesse de la retraite confédérée. Il participe à la bataille de Cedar Creek.
Il est breveté major général des volontaires le 19 octobre 1864 pour bravoure et service méritoire lors des batailles de Winchester et de Fishers Hill.

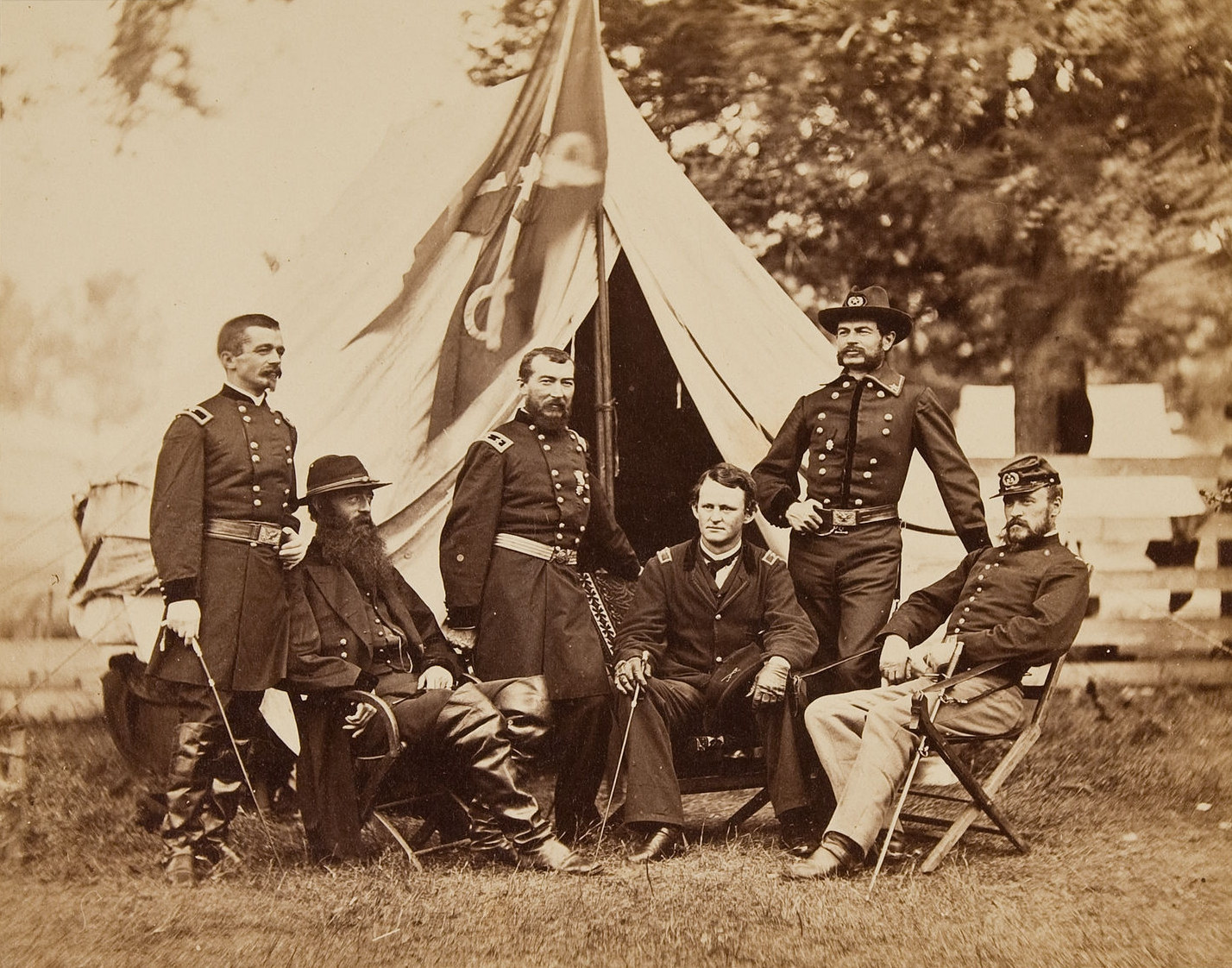
Le major général Philip Sheridan et ses généraux en 1864. De gauche à droite : Henry Davies, David McMurtrie Gregg, Sheridan, Wesley Merritt, Alfred Torbert et James Harrison Wilson.

Lors de la bataille de Waynesboro et de la campagne d'Appomattox, il commande un corps de cavalerie. Le général Ulysse S. Grant nomme Merrit comme l'un des trois émissaires chargés de préparer la reddition formelle du général Robert E. Lee.
Le 13 mars 1865 il est breveté brigadier général pour bravoure et service méritoire lors de la bataille de Five Forks et major général pour bravoure et service méritoire lors de la campagne qui se termine par la reddition de l'armée rebelle de Nord Virginie.
Il est nommé major général des volontaires le 1er avril 1865. Il est ensuite transféré au Texas.

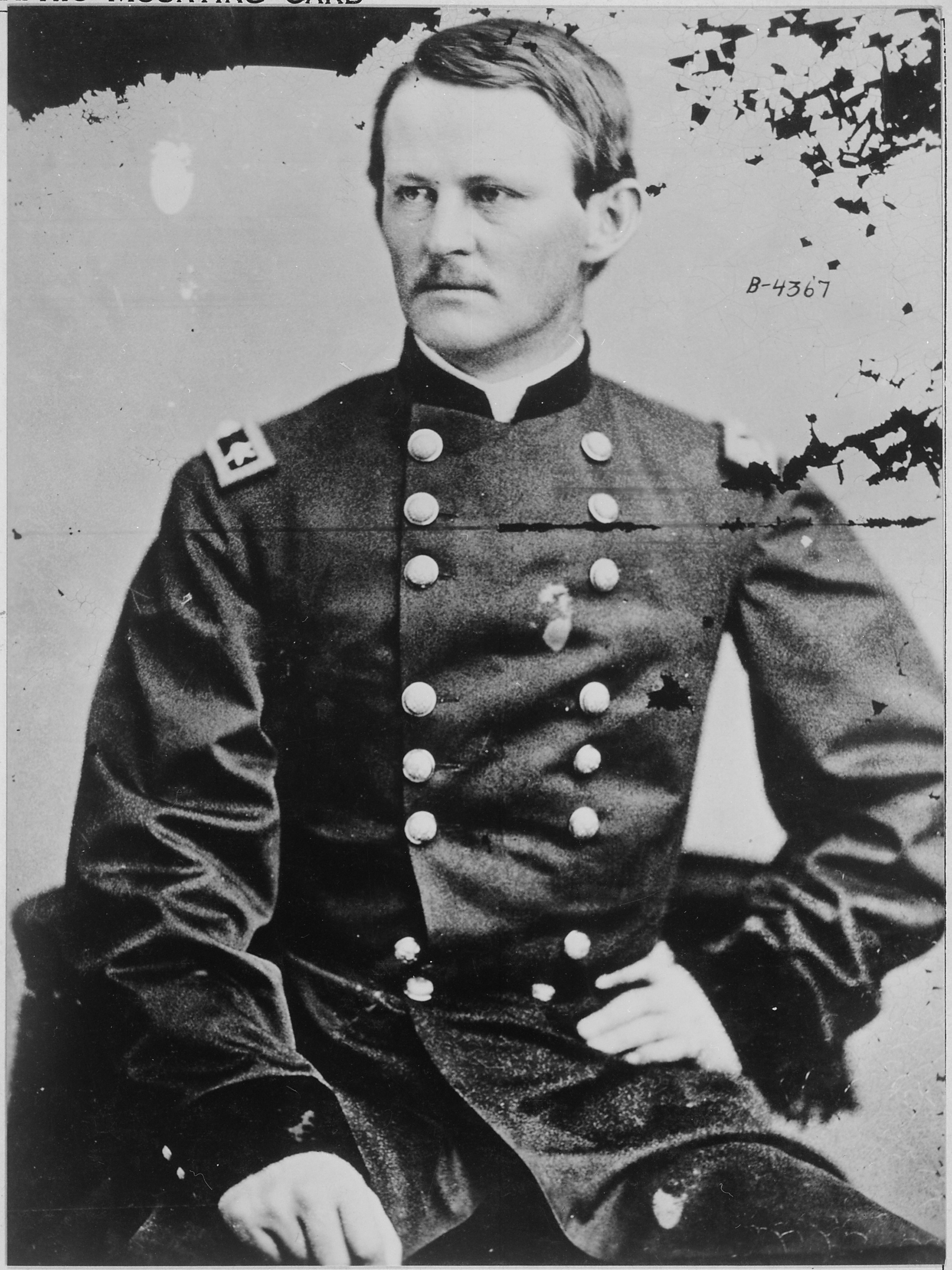
Major général des volontaires W. Merritt

## Après la guerre
Wesley Merritt quitte le service actif des volontaires le 1er février 1866. Il est promu lieutenant-colonel le 28 juillet 1866 au sein du 9e régiment de cavalerie, l'un des deux régiments noirs de cavalerie de l'armée,. Sous son commandement, le régiment aura l'un des taux de désertion les plus faibles de l'armée grâce à son action pour maintenir le moral et renforce l'entrainement des officiers et hommes de troupe. Au cours des dix-sept années suivantes, il effectue son service le long de la frontière, combattant les Indiens hostiles. En 1869, il fait partie d'un groupe de réflexion, dirigé par le général John M. Schofield, qui met notamment à jour les tactiques, définit les armes et les équipements nécessaires.
En 1875, il est affecté dans l'état-major du général Sheridan à Chicago.
Il est promu colonel le 1er juillet 1876 au sein du 5e régiment de cavalerie. Il est alors affecté au fort Laramie dans le Wyoming. Il combat alors les Sioux entre 1876 et 1877, participe à la guerre des Nez-Percés l'année suivante, et enfin à la lutte contre les Utes en 1879.
En tant que colonel du 5e de cavalerie, Merritt est un des membres de la cour d'enquête qui siège le 13 janvier 1879 présidée par le colonel John H. King du 9e régiment d'infanterie, qui est réunie pour statuer sur le comportement du commandant Marcus A. Reno du 7e de cavalerie à la bataille de Little Bighorn (25 et 26 juin 1876) ; bataille qui a abouti à la mort du général George Armstrong Custer et plus de 200 hommes du 7e de cavalerie(p18-19).
De 1882 à 1887, il est directeur de l'académie militaire de West Point.
Il est nommé brigadier général le 16 avril 1887. Il prend alors le commandement du département du Missouri au fort Leavenworth. Puis il commande le département du Dakota et le département de l'Est. Il est nommé major général le 25 avril 1895.

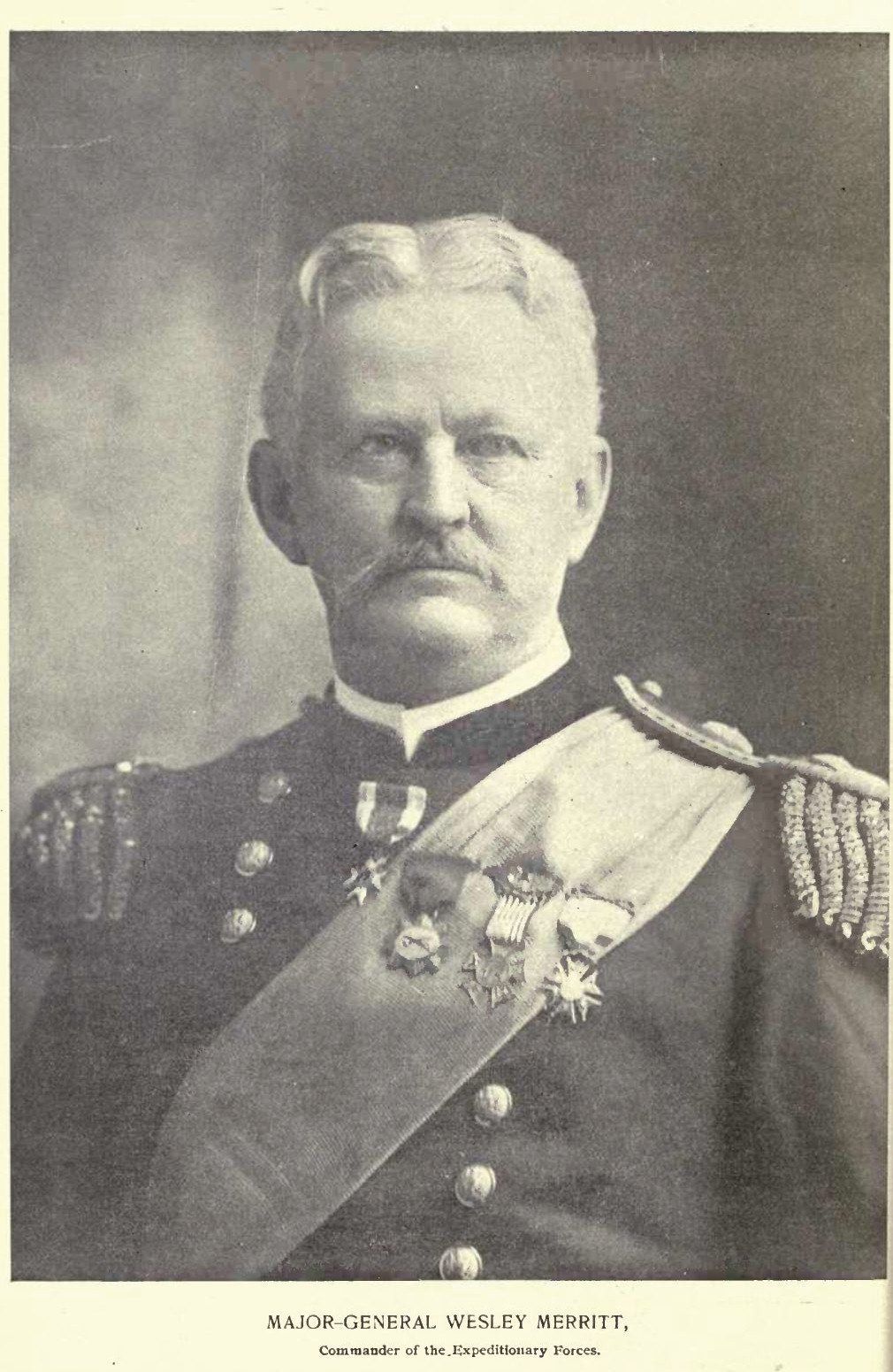
Major général W. Merritt

Le 16 mai 1898, il prend le commandement du département du Pacifique, dont la juridiction est étendue jusqu'à l'archipel des Philippines. Le 21 juin 1898, sur suggestion de Wesley Merritt, le 8th Army Corps est créé. Il commande la première expédition aux Philippines lors de la guerre hispano-américaine. Il est le premier américain à devenir gouverneur militaire des Philippines (du 14 au 30 août 1898). C'est Wesley Merritt qui accepte la reddition espagnole. Il commande ensuite le département de l'Est jusqu'à ce qu'il prenne sa retraite le 16 juin 1900,.
Charles A. Page a écrit de Wesley Merritt :

« Il avait la réputation en tant qu'officier de cavalerie de n'être le second de personne, il était admiré de ses compagnons d'armes pour sa bravoure dans l'action et son jugement sûr, démontré de manière splendide dans la façon qu'il avait de diriger ses hommes dans toutes les occasions. »

Il meurt le 3 décembre 1910 à Natural Bridge, en Virginie, et est enterré dans le cimetière militaire de West Point.